# Новий Загур
Новий Загур (пол. Nowy Zagór, нім. Deutsch Sagar, 1937-1945: Boberhöh) — село в Польщі, у гміні Домбе Кросненського повіту Любуського воєводства.
Населення — 302 особи (2011).
У 1975-1998 роках село належало до Зеленогурського воєводства.

## Демографія
Демографічна структура станом на 31 березня 2011 року:
|          | Загалом | Допрацездатний вік | Працездатний вік | Постпрацездатний вік |
| -------- | ------- | ------------------ | ---------------- | -------------------- |
| Чоловіки | 143     | 31                 | 106              | 6                    |
| Жінки    | 159     | 37                 | 96               | 26                   |
| Разом    | 302     | 68                 | 202              | 32                   |